# Elijah Clarance
Elijah Marcus Clarance (Norra Sofielund, Skåne, 3 de julio de 1998) es un baloncestista sueco que pertenece a la plantilla del EBBC Den Bosch Basket cedido por el Skyliners Frankfurt de la Basketball Bundesliga alemana. Con 1,93 metros de estatura, juega en la posición de escolta. 

## Trayectoria deportiva

### Universidad
Tras jugar en las categorías inferiores del Malbas BBK de su país, jugó una temporada con los Redbirds de la Universidad Estatal de Illinois, en la que promedió 2,7 puntos y 1,3 rebotes por partido.

### Profesional
Tras no ser elegido en el Draft de la NBA de 2018, firmó su primer contrato profesional el 24 de agosto con el equipo alemán de Skyliners Frankfurt de la Basketball Bundesliga.

### Selección nacional
Jugó con la Selección de Suecia el Europeo sub-20 de 2018 disputado en la ciudad alemana de Chemnitz, donde promedió 22,4 puntos por partido, siendo el máximo anotador del campeonato.